# Gmina Ivanska
Ivanska – gmina w Chorwacji, w żupanii bielowarsko-bilogorskiej.

## Miejscowości
- Babinac
- Donja Petrička
- Đurđic
- Gornja Petrička
- Ivanska
- Kolarevo Selo
- Križic
- Paljevine
- Rastovac
- Samarica
- Srijedska
- Stara Plošćica
- Utiskani